# Rakovec, Metlika
Rakovec je naselje v Občini Metlika.